# Złocieniec (gmina)
Złocieniec est une gmina mixte du powiat de Drawsko, Poméranie occidentale, dans le nord-ouest de la Pologne. Son siège est la ville de Złocieniec, qui se situe environ 15 km à l'est de Drawsko Pomorskie et 96 km à l'est de la capitale régionale Szczecin.
La gmina couvre une superficie de 194,53 km2 pour une population de 15 400 habitants en 2016.

## Géographie
Outre la ville de Złocieniec, la gmina inclut les villages de Błędno, Bobrowo, Cieszyno, Darskowo, Jadwiżyn, Jarosław, Kosobudki, Kosobudy, Lubieszewo, Małobór, Męcidół, Rzęśnica, Skąpe, Stare Worowo, Stawno, Sułoszyn, Szymalów, Uraz, Warniłęg, Wąsosz et Zatonie.
La gmina borde les gminy de Czaplinek, Drawsko Pomorskie, Kalisz Pomorski, Ostrowice, Połczyn-Zdrój et Wierzchowo.

## Jumelage
- Bad Segeberg (Allemagne) depuis 1995